# Condove
Condove é uma comuna italiana da região do Piemonte, província de Turim, com cerca de 4.364 habitantes. Estende-se por uma área de 71 km², tendo uma densidade populacional de 61 hab/km². Faz fronteira com Usseglio, Viù, Lemie, Bruzolo, Rubiana, Caprie, San Didero, Borgone Susa, Vaie, Sant'Antonino di Susa, Chiusa di San Michele.

## Demografia
| Variação demográfica do município entre 1861 e 2011                               |
|                                                                                   |
| Fonte: Istituto Nazionale di Statistica (ISTAT) - Elaboração gráfica da Wikipedia |